# Los Barriles (Baja California Sur)
Los Barriles es un pueblo en el municipio de La Paz, Baja California Sur, México. Tiene una población de 1 174 habitantes.
Está situado a lo largo de la Carretera Federal 1, está situado a 65 kilómetros (40 mi) al norte de San José del Cabo y 105 kilómetros (65 mi) al sur de La Paz. El aeródromo de Punta Pescadero está a situado a 15 kilómetros (9 mi) al norte; Rancho Leonero, un lugar de vacaciones, está al sur. Junto a Buenavista, los pueblos rurales se encuentran a caballo entre la cabecera de Bahía las Palmas en el Golfo de California.
Los Barriles se encuentra en el área de transición de la Sierra La Laguna de la península de Baja California donde los cerros se convierten en llanos arenosos. Es muy visitado por estadounidenses, canadienses y europeos.
Conocido por su pesca con mosca, Los Barriles es también la capital del kitesurf y el windsurf en Baja California Sur.
En 2006, la conferencia anual de la Asociación de Teatro Shakespeare se llevó a cabo en Los Barriles. El puerto del pueblo se cerró temporalmente el 2 de septiembre durante la tormenta tropical Lorena de la temporada de huracanes del Pacífico de 2013. 